# Bruno Kaplan
Bruno Elimar Kaplan, född 9 juli 1914 i Uddevalla, död 13 november 1998 i Stockholm, var en svensk läkare. Han var bland annat engagerad i den sionistiska frågan.

## Filmmedverkan
- 1970 – Mera ur Kärlekens språk